# Flughafen Guatemala-Stadt

i7
i11
i13
Der Internationale Flughafen von Guatemala-Stadt „La Aurora“ (spanisch Aeropuerto Internacional La Aurora Ciudad de Guatemala, IATA-Code: GUA, ICAO-Code: MGGT) ist ein internationaler Verkehrsflughafen in Guatemalas Hauptstadt Guatemala-Stadt. Nach Abschluss der Renovierungsarbeiten und der ersten Stufe des Ausbauprogrammes wurde er Ende 2007 zum modernsten Flughafen Zentralamerikas. Linienflüge aus deutschsprachigen Ländern nach Guatemala-Stadt gibt es über Mexiko, die USA und Spanien.

## Baumaßnahmen und Pläne
Das aus den 1960er Jahren stammende Terminal mit seinem ins Vorfeld gebauten Pier wurde von 2005 bis 2007 völlig umgebaut. Statt nach Osten verläuft er nunmehr parallel zur Start- und Landebahn in Nord-Süd-Richtung. An den 2007 fertiggestellten nördlichen Pier können Flugzeuge beidseitig andocken. Die drei weiteren Ausbaustufen sehen zunächst einen Pier in südlicher Richtung und dann die Verlängerung der beiden Flügel in nördlicher und südlicher Richtung vor. Im Süden muss aus diesem Grund das Frachtterminal entfernt werden. Auf dem östlich der Start- und Landebahn gelegenen militärischen Teil soll das Hauptquartier der Luftstreitkräfte Guatemalas zunächst verbleiben. Dieser Teil dient auch als Regierungsflughafen. Im Osten und Süden befinden sich auch Einrichtungen für Inlandsflüge und die Allgemeine Luftfahrt.
Da die knapp drei Kilometer lange Start- und Landebahn weder in nördlicher (Verkehrsachse Bulevar Liberación) noch in südlicher (Colonia Santa Fé und Barranco Río Guadrón) Richtung verlängert werden kann, ist der über 1500 Meter hoch gelegene Flughafen für Großraumflugzeuge wie die Boeing 747 oder den Airbus A-340 nur eingeschränkt nutzbar. Voll betankt können Maschinen dieser Größe von Guatemala aus nicht zu Nonstopflügen über den Atlantik starten. Aus diesem Grund ist beispielsweise Iberia gezwungen, Flüge nach Madrid über Panama-Stadt oder San Salvador durchzuführen. Da der Rest des Flughafens komplett von Wohngebieten eingeschlossen ist und keine weiteren Start- und Landebahnen mehr gebaut werden können, plante man lange Zeit einen Großflughafen bei Escuintla nahe der Pazifikküste. Diese Pläne hat man jedoch aus Kostengründen aufgegeben.

## Zwischenfälle
- Am 24. Mai 1956 wurde eine Douglas DC-3/C-47-DL der guatemaltekischen Aviateca (Luftfahrzeugkennzeichen TG-AHA) in der Sierra de Las Minas (Guatemala) in einen Berg geflogen und hatte vorher in einer Höhe von rund 8500 Fuß (2590 Metern) Bäume gestreift. Der Unfall ereignete sich etwa 55 Kilometer nordöstlich des Startplatzes Flughafen Guatemala-Stadt. Das Flugzeug wurde erst sechs Tage später gefunden. Bei diesem CFIT (Controlled flight into terrain) wurden von den 31 Insassen 30 getötet, drei Besatzungsmitglieder und 27 Passagiere.[1]

- Am 6. November 1957 musste an einer Curtiss C-46A-50-CU Commando der US-amerikanischen Aerovias Sud Americana (N10425) etwa 10 Minuten nach dem Start vom Flughafen Guatemala-Stadt das linke Triebwerk abgestellt werden. Der Flughafen konnte nicht mehr erreicht werden. Bei der Notlandung auf einer Landstraße prallte das Flugzeug gegen Stromleitungen und Bäume und stürzte in ein Wohnhaus, wobei zwei Menschen am Boden ums Leben kamen und drei verletzt wurden. Beide Piloten, die einzigen Insassen auf dem Frachtflug, überlebten den Unfall.[2][3]

- Am 11. Mai 1971 kollidierte eine Curtiss C-46A-55-CK Commando der guatemaltekischen Aviateca (TG-ACA) 24 Kilometer südlich des Zielflughafens Guatemala-Stadt mit einem Berg. Bei diesem CFIT (Controlled flight into terrain) wurden von den 32 Insassen 5 getötet, alle drei Besatzungsmitglieder und zwei Passagiere.[4]

- Am 27. April 1977 fiel an einer Convair CV-440 der guatemaltekischen Aviateca (TG-ACA) nach dem Start vom Flughafen Guatemala-Stadt das Triebwerk Nr. 1 (links) wegen Ölmangels aus. Da der Propeller nicht in die Segelstellung gebracht werden konnte, wurde eine Notlandung in unwegsamem Gelände durchgeführt. Dabei wurde das Flugzeug irreparabel beschädigt. Die Ursache für den massiven Ölverlust lag darin, dass Motorzylinder und Öl-Hochdruckschlauch nach der Wartung nicht korrekt wieder angeschlossen worden waren. Alle 28 Insassen, sechs Besatzungsmitglieder und 22 Passagiere, überlebten den Unfall.[5]

- Am 8. Juni 1978 geriet ein mit Pferden und Kühen beladener und in Miami gestarteter Frachter des Typs Douglas DC-6BF der guatemaltekischen Aviateca (TG-ADA) im Endanflug auf den Flughafen Guatemala-Stadt außer Kontrolle und stürzte auf ein kleines, mitten in einem Wohngebiet gelegenes Fußballfeld. Obwohl sich der Unfall im Stadtgebiet ereignete, kam außer den drei getöteten Besatzungsmitgliedern am Boden niemand zu Schaden. Als Unfallursache wurde eine Schwerpunktverlagerung im Endanflug festgestellt, nachdem sich die nicht ordnungsgemäß festgebundenen Tiere im Frachtraum umherbewegten (siehe auch Flugunfall einer Douglas DC-6 in Guatemala-Stadt 1978).[6]

- Am 8. Januar 1981 wurden an einer Lockheed L-188 Electra der honduranischen SAHSA (HR-SAW) auf dem Flughafen La Aurora ein Triebwerksschaden und ein Defekt des zugehörigen Generators festgestellt. Die Passagiere gingen von Bord und der Kapitän beschloss, die Maschine mit nur drei Triebwerken zu einer Reparatur nach Tegucigalpa zu fliegen. Kurz nach dem Start stürzte die Maschine in ein Wohngebiet in Guatemala-Stadt und ging in Flammen auf. Alle sechs Besatzungsmitglieder – die einzigen Insassen – kamen ums Leben, außerdem wurden 38 Personen am Boden verletzt. Es stellte sich heraus, dass im Anfangssteigflug ein weiterer Generator ausgefallen war, außerdem war die Maschine fehlerhaft getrimmt (siehe auch Flugunfall einer Lockheed L-188 Electra der SAHSA).

- Am 5. Mai 1990 stürzte ein Frachter des Typs Douglas DC-6BF der US-amerikanischen Aerial Transit Company (N84BL) kurz nach dem Start vom Flughafen Guatemala-Stadt in ein Wohngebiet. Außer den drei Besatzungsmitgliedern kamen 24 Menschen am Boden ums Leben. Die Maschine war auf dem Weg nach Miami, als Triebwerksprobleme entstanden (siehe auch Flugunfall einer Douglas DC-6 in Guatemala-Stadt 1990).[7]

- Am 28. April 1995 überschoss eine aus Miami kommende Douglas DC-8-54AF Jet Trader (N43UA), die auf einem Frachtflug durch die US-amerikanischen Millon Air für Lineas Aereas Mayas betrieben wurde, das Landebahnende in Guatemala-Stadt und stürzte eine Böschung herunter in ein Wohngebiet. An Bord der Maschine gab es keine Todesopfer, jedoch starben sechs Menschen am Boden (siehe auch Millon-Air-Flug 705).

- Am 21. Dezember 1999 schoss eine McDonnell Douglas DC-10-30 der französischen AOM French Airlines (F-GTDI), die für die Cubana betrieben wurde, bei der Landung auf dem Flughafen Guatemala-La Aurora bei nasser Witterung über das Landebahnende hinaus und stürzte einen Abhang hinab. Von den 314 Menschen an Bord starben 16 (siehe auch Cubana-Flug 1216).[8]

- Am 18. September 2001 verunfallte eine Let L-410 der guatemaltekischen Atlantic Airlines (TG-CFE) auf dem Flughafen. Auf einem Linienflug von Guatemala-Stadt nach San Pedro Sula in Honduras war es unmittelbar nach dem Start zu einem Kontrollverlust gekommen, der in einem Absturz und dem Tod von acht der 13 Insassen endete. Ursache war eine falsche Gewichtsverteilung in der Maschine (siehe auch Atlantic-Airlines-Flug 870).

## Weblinks

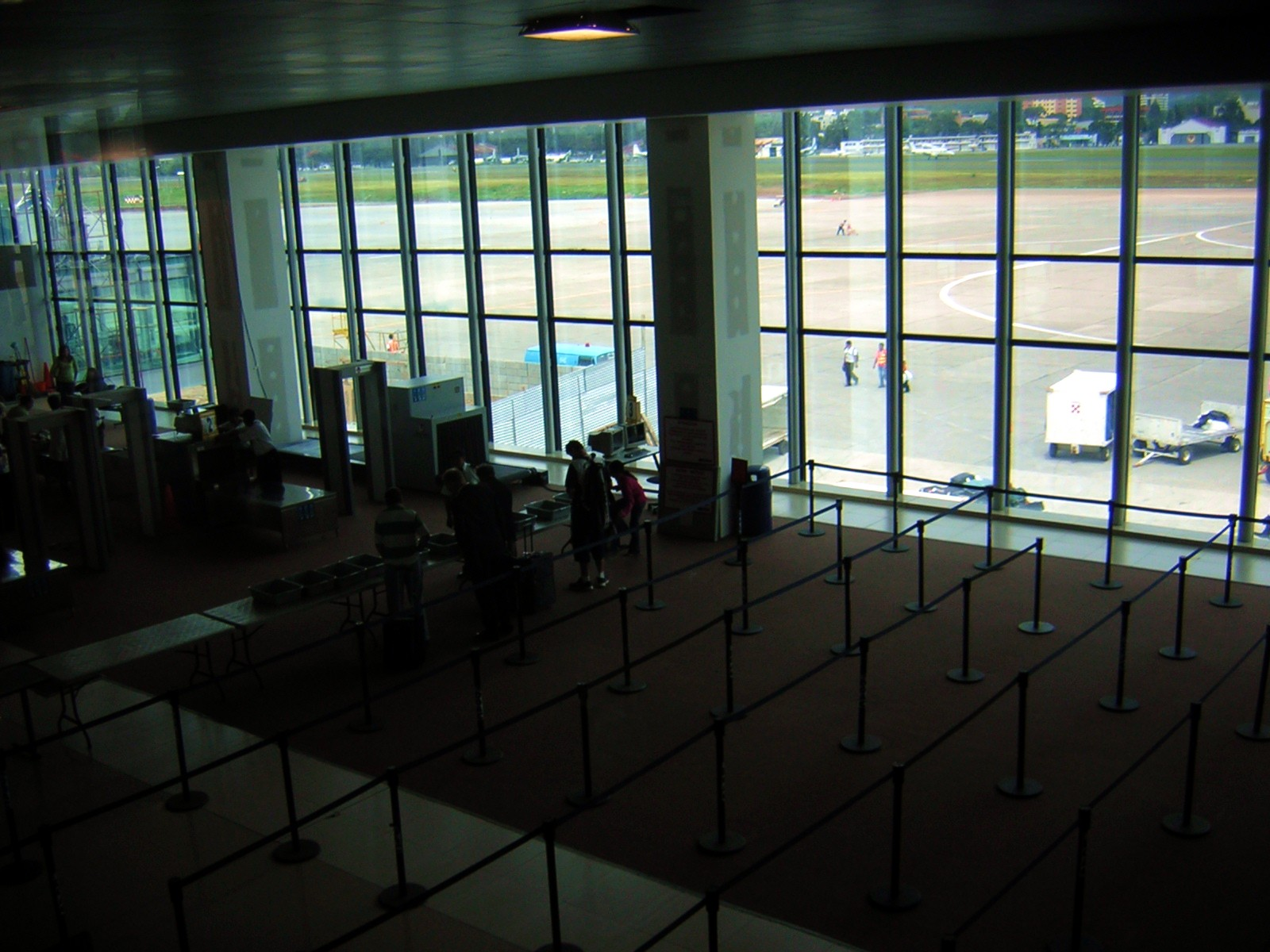
Security im Abflugbereich
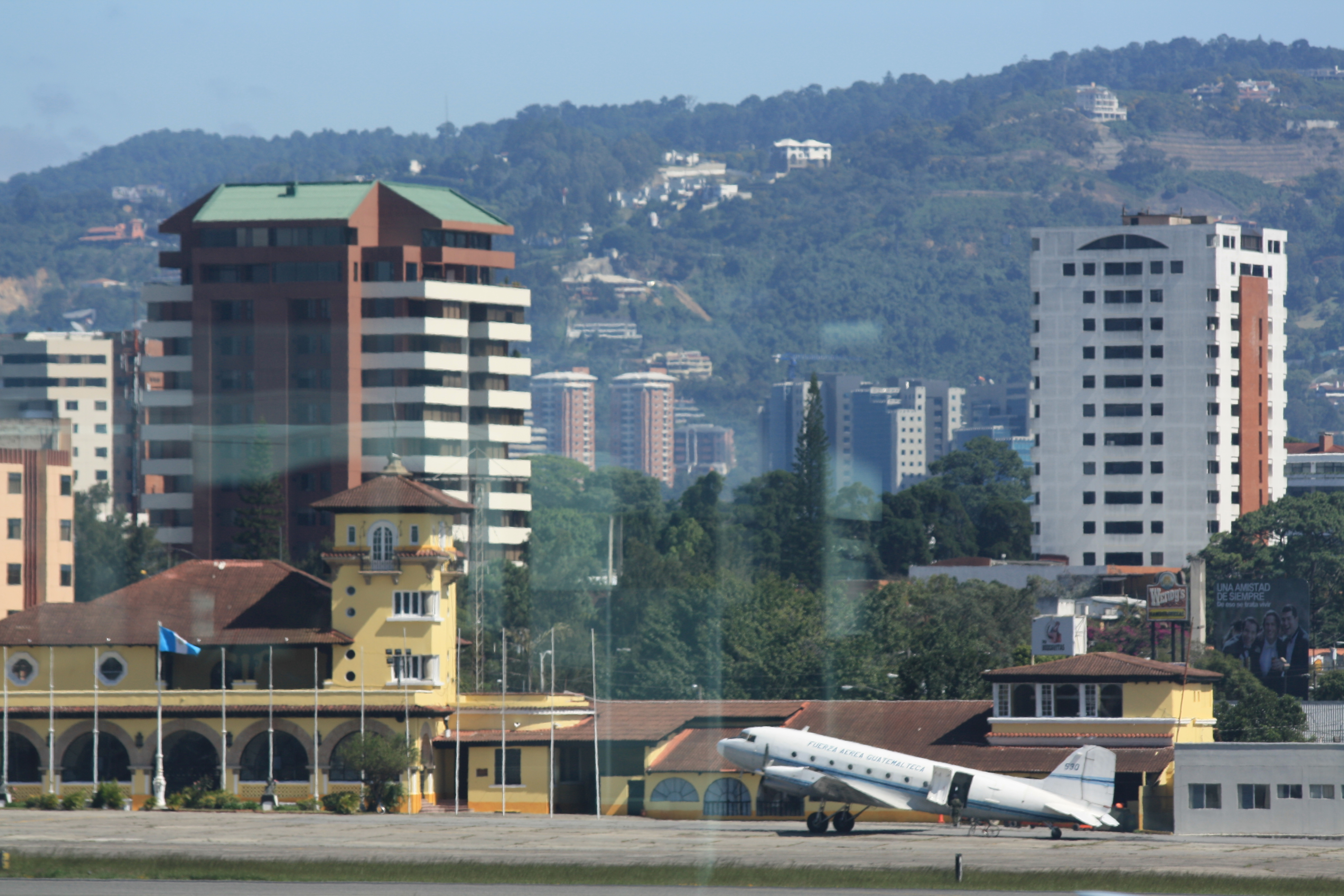
Eine Basler BT-67 (modernisierte DC-3) auf dem militärischen Teil